# Функция на Грийн
В математиката, функция на Грийн (по името на Джордж Грийн (1793 – 1841), английски математик) е функция, която се използва за решаване на нехомогенни диференциални уравнения при определени (зададени) гранични условия. Функцията се използва за преобразуване на частното диференциално уравнение в интегрално уравнение. Тя се получава от линейна задача с гранични стойности и представлява основната връзка между диференциалната и интегрална формулировки. Функцията се използва във физиката и по-специално в квантовата теория на полето, както и в електротехниката за задачи свързани с електромагнитното поле.
Функцията на Грийн осигурява метод за преформулиране на израза за източник (нехомогенността) {\displaystyle g} от диференциалното уравнение:
{\displaystyle L\Phi (x)=g}.
където {\displaystyle L} е линеен (диференциален) оператор – например {\displaystyle \nabla ^{2}}, а {\displaystyle \Phi (x)} е неизвестната функция (величина). Например ако е дадена задачата на Дирихле:
{\displaystyle \nabla ^{2}\Phi (\mathbf {r} )=g} в област {\displaystyle R}
{\displaystyle \Phi (B)=f} на границата на областта {\displaystyle R}: {\displaystyle B},
то тя се преформулира по следния начин:
{\displaystyle \Phi =\int _{R}g(\mathbf {r'} )G(\mathbf {r} ,\mathbf {r'} )dv'+\oint _{B}f{\frac {\partial G}{\partial n}}dS}
където {\displaystyle n} е сочещата навън от граничната повърхност {\displaystyle B} нормала, {\displaystyle v'} е обема на източника, a {\displaystyle G(\mathbf {r} ,\mathbf {r'} )} е функцията на Грийн. Както се вижда ако функцията {\displaystyle G(\mathbf {r} ,\mathbf {r'} )} е известна ще се получи и решение за {\displaystyle \Phi }. Задачата се предефинира като намиране на Грийн функцията за конкретния случай. Дефинира се функция, която удовлетворява равенството:
{\displaystyle LG(\mathbf {r} ,\mathbf {r'} )=\delta (\mathbf {r} ,\mathbf {r'} )},
където {\displaystyle \mathbf {r} } и {\displaystyle \mathbf {r'} } са векторите на местоположението на точките на търсената величина (x,y,z) и съответно на източника (x',y',z'), a {\displaystyle \delta (\mathbf {r} ,\mathbf {r'} )} е делта-функцията на Дирак (импулсна функция), която изчезва (приема стойност нула) при {\displaystyle \mathbf {r} \neq \mathbf {r'} } и удовлетворява равенството:
{\displaystyle \int \delta (\mathbf {r} ,\mathbf {r'} )g(\mathbf {r'} )dv'=g(\mathbf {r} )}
| Операторно уравнение | Уравнение на Лаплас                                              | Квазистационарно уравнение на Хелмхолц                                                              | Вълново уравнение на Хелмхолц                                                                       |
| Решение              | {\displaystyle \nabla ^{2}G=\delta (\mathbf {r} ,\mathbf {r'} )} | {\displaystyle \nabla ^{2}G+k^{2}G=\delta (\mathbf {r} ,\mathbf {r'} )}                             | {\displaystyle \nabla ^{2}G-k^{2}G=\delta (\mathbf {r} ,\mathbf {r'} )}                             |
| Област               | {\displaystyle G(\mathbf {r} ,\mathbf {r'} )}                    | {\displaystyle G(\mathbf {r} ,\mathbf {r'} )}                                                       | {\displaystyle G(\mathbf {r} ,\mathbf {r'} )}                                                       |
| Едномерна            | няма решение за (-∞,∞)                                           | {\displaystyle -{\frac {j}{2k}}exp(jk\|x-x'\|)}                                                     | {\displaystyle -{\frac {1}{2k}}exp(-k\|x-x'\|)}                                                     |
| Двумерна             | {\displaystyle {\frac {1}{2\pi }}ln\|\rho -\rho '\|}             | {\displaystyle -{\frac {j}{4}}H_{0}^{(1)}(k\|\rho -\rho '\|)}                                       | {\displaystyle -{\frac {1}{2\pi }}K_{0}(k\|\rho -\rho '\|)}                                         |
| Тримерна             | {\displaystyle -{\frac {1}{4\pi (\mathbf {r} -\mathbf {r'} )}}}  | {\displaystyle -{\frac {exp(jk\|\mathbf {r} -\mathbf {r'} \|)}{4\pi (\mathbf {r} -\mathbf {r'} )}}} | {\displaystyle -{\frac {exp(-k\|\mathbf {r} -\mathbf {r'} \|)}{4\pi (\mathbf {r} -\mathbf {r'} )}}} |

Вълновото уравнение има времеви множител {\displaystyle e^{j\omega t}}, такъв, че {\displaystyle k=\omega {\sqrt {\mu \epsilon }}}.